# Biserica reformată din Vânători

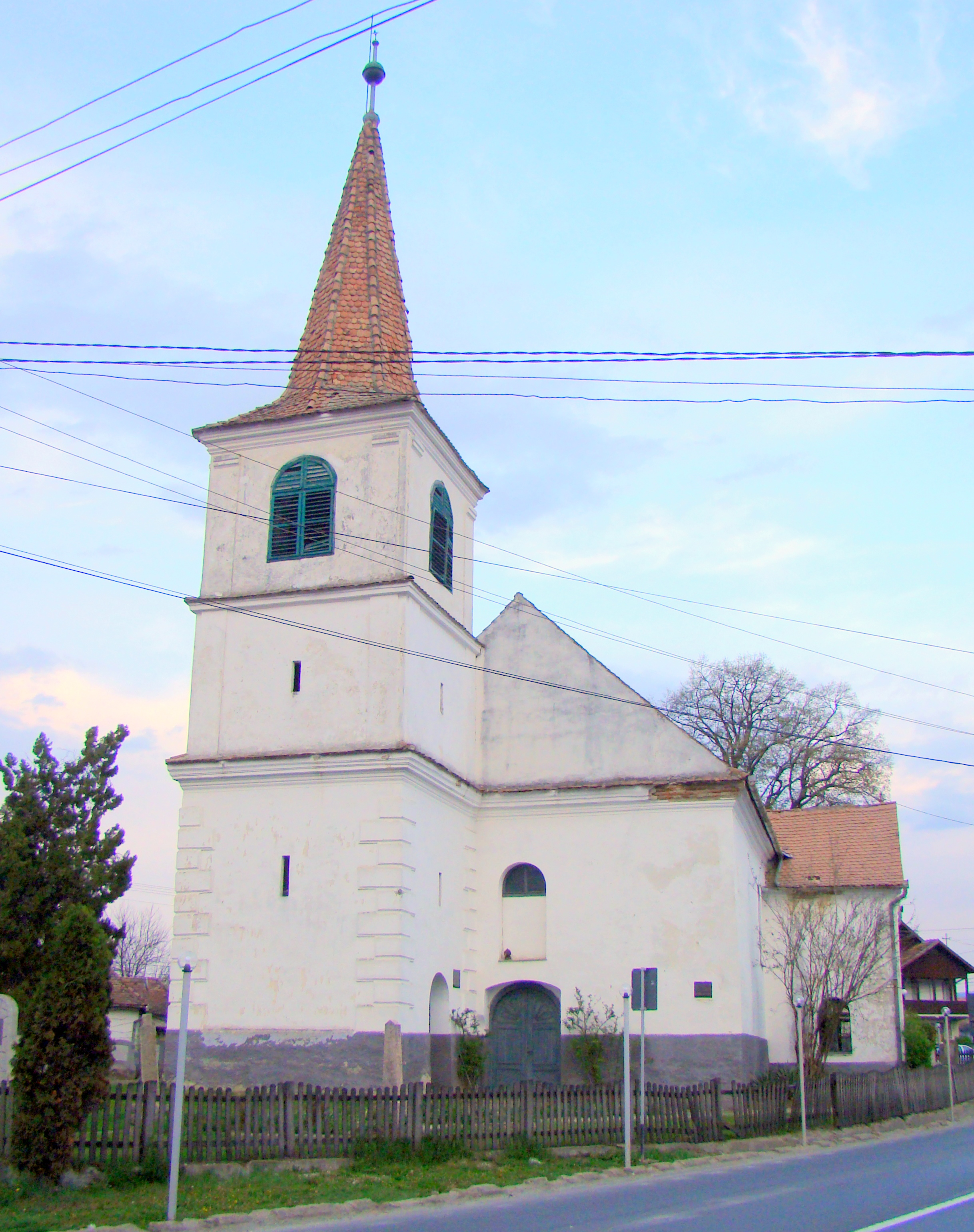
Biserica reformată din Vânători (aprilie 2019)

Biserica reformată din Vânători este un lăcaș de cult aflat pe teritoriul satului Vânători, comuna Vânători, județul Mureș. Casa parohială reformată este monument istoric cod LMI MS-II-m-A-16064.

## Localitatea
Vânători, mai demult Hașfalău, (în maghiară Héjjasfalva, Héjásfalva, în germană Diewaldsdorf, Teufelsdorf, Truffelsdorf, în dialectul săsesc Deiwelsderf, Deiwelsterf) este satul de reședință al comunei cu același nume din județul Mureș, Transilvania, România. Satul Vânători este atestat documentar în anul 1329 cu numele de Heesfolva.

## Istoric
Localitatea Vânători apare în documente din anii 1332-1337, când preotul Gheorghe, respectiv capelanii Ioan și Dominic, plătesc o dijmă papală cu valoarea de 20, respectiv 21 de groși anual.
Biserica a fost construită în secolul al XIII-lea, în stil romanic. A fost transformată in perioada gotică, iar naosul a fost extins cu 5 metri. Relicva sa medievală este un potir de argint cu inscripția „Iisus, Maria”.
Locuitorii satului trec la mijlocul secolului al XVI-lea la religia protestantă, biserica fiind preluată de reformați. S-au făcut reparații în anii 1712, 1744, turnul a fost supraînălțat în 1760. Vechiul cor medieval a fost demolat între 1806-1807, atunci fiind ridicat corul semicircular și tribuna estică.

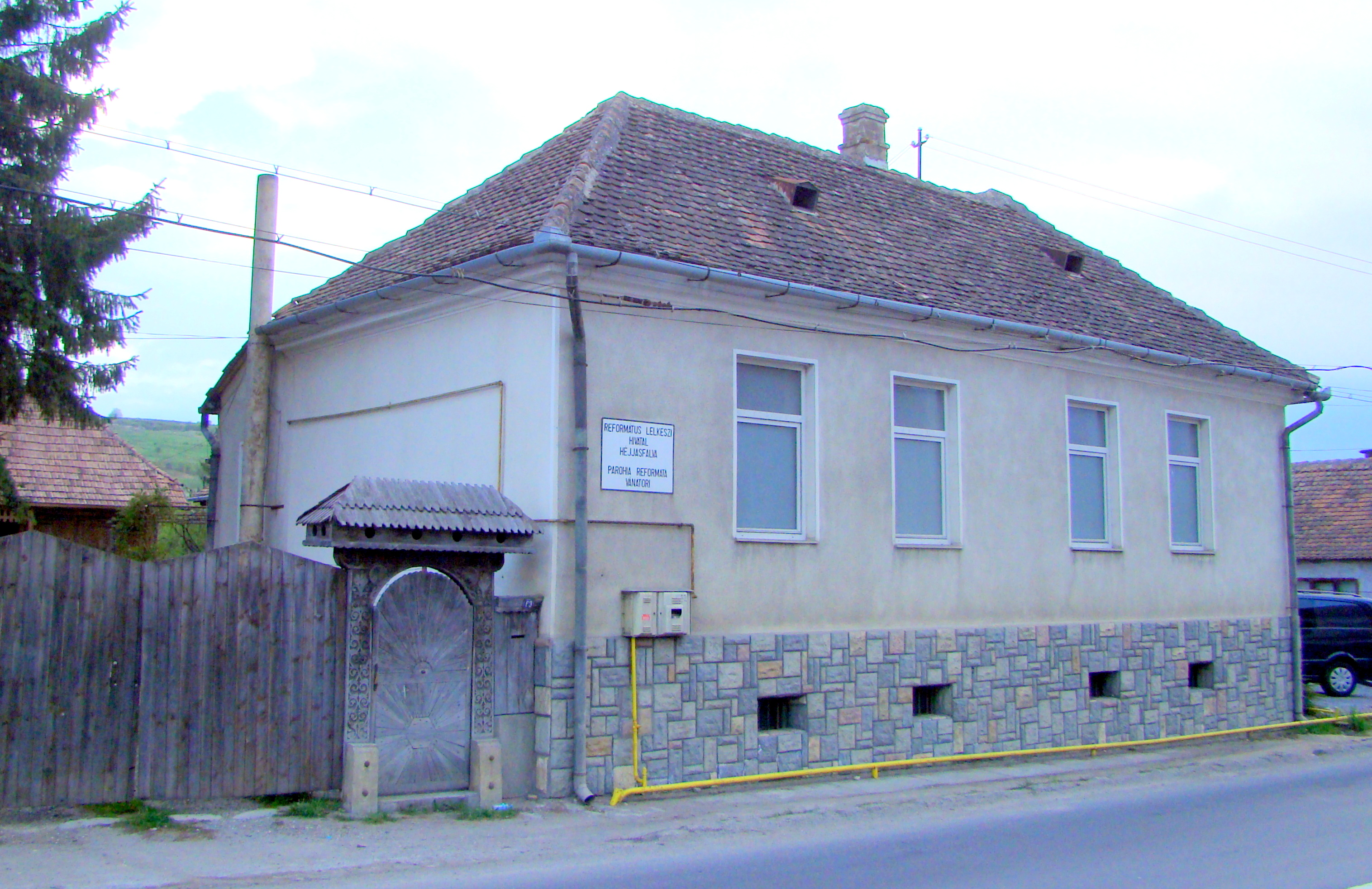
Casa parohială reformată (monument istoric)

Tavanul casetat a fost realizat în 1628.
Biserica a primit forma actuală în 1843. Noul său turn datează din 1889.

## Trăsături
Biserica are origini medievale, romanice, fiind compusă dintr-o navă romanică cu dimensiunile de 20,71 m/8,45 m, un turn romanic de 5,3/5,4 m, un portic adosat laturii sudice a navei, și un cor semicircular de 4,30 m adâncime, cu lățimea egală cu cea a navei, construit în 1806-1807, după ce corul romanic și arcul triumfal au fost demolate.
Nava este flancată de doi contraforți așezați oblic la colțurile vestice și este luminată dinspre sud și nord de câte patru respectiv trei ferestre având terminații drepte. Ferestrele dreptunghiulare ale navei au fost realizate în 1806, ele înlocuind vechile ferestre romanice, care aveau ambrazuri oblice și se terminau semicircular.
Pe frontonul triunghiular al portalului romanic s-a păstrat o pictură murală de mare valoare, reprezentând Crucificarea. Corpul crucificat al lui Iisus este încadrat de figurile celor trei Marii, respectiv al Sfântului Ioan Evanghelistul și al Sfântului Petru. Sub brațele crucii apar doi îngeri ținând în mâini filactere cu inscripții cu minuscule gotice.

## Imagini

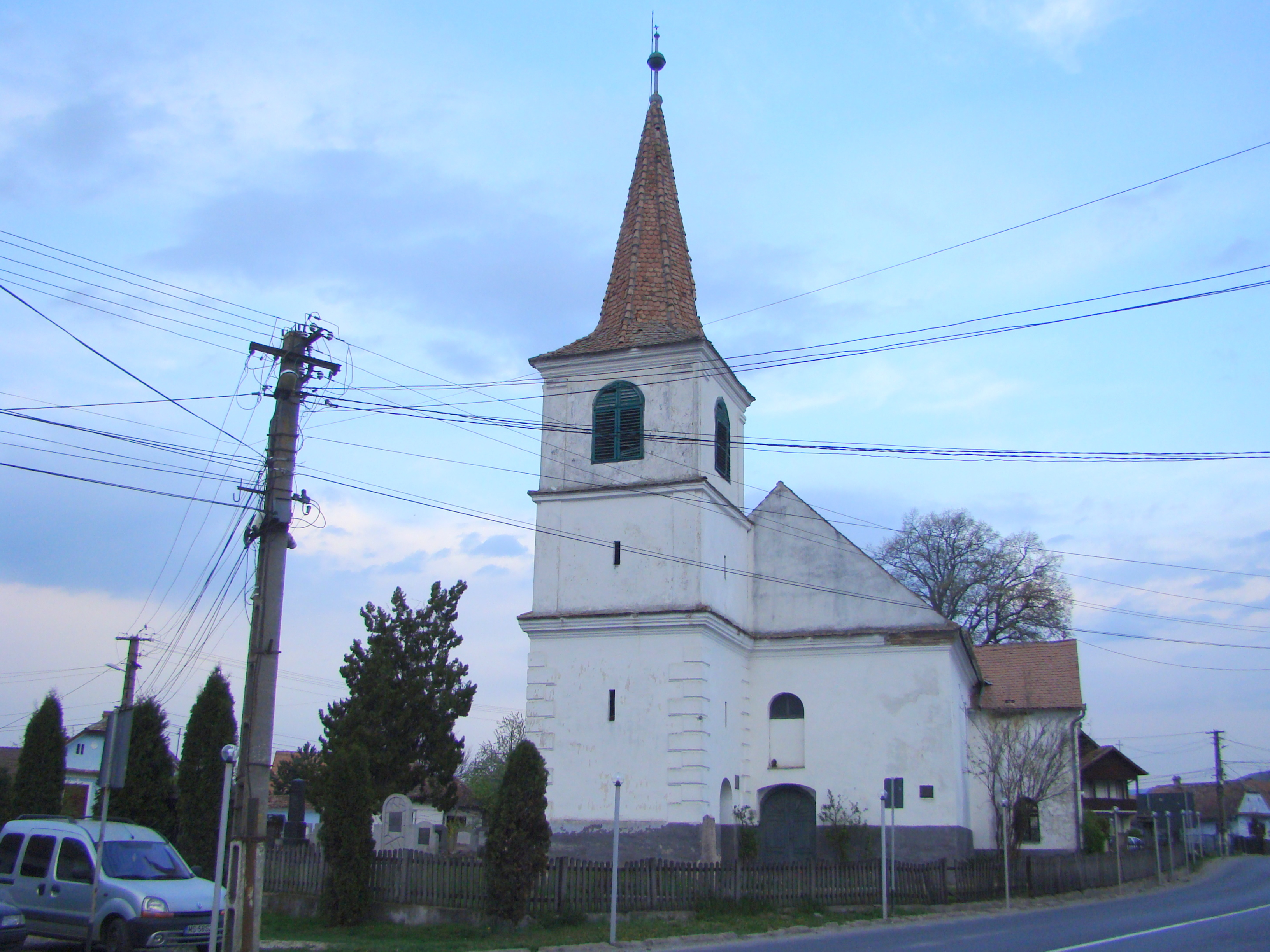
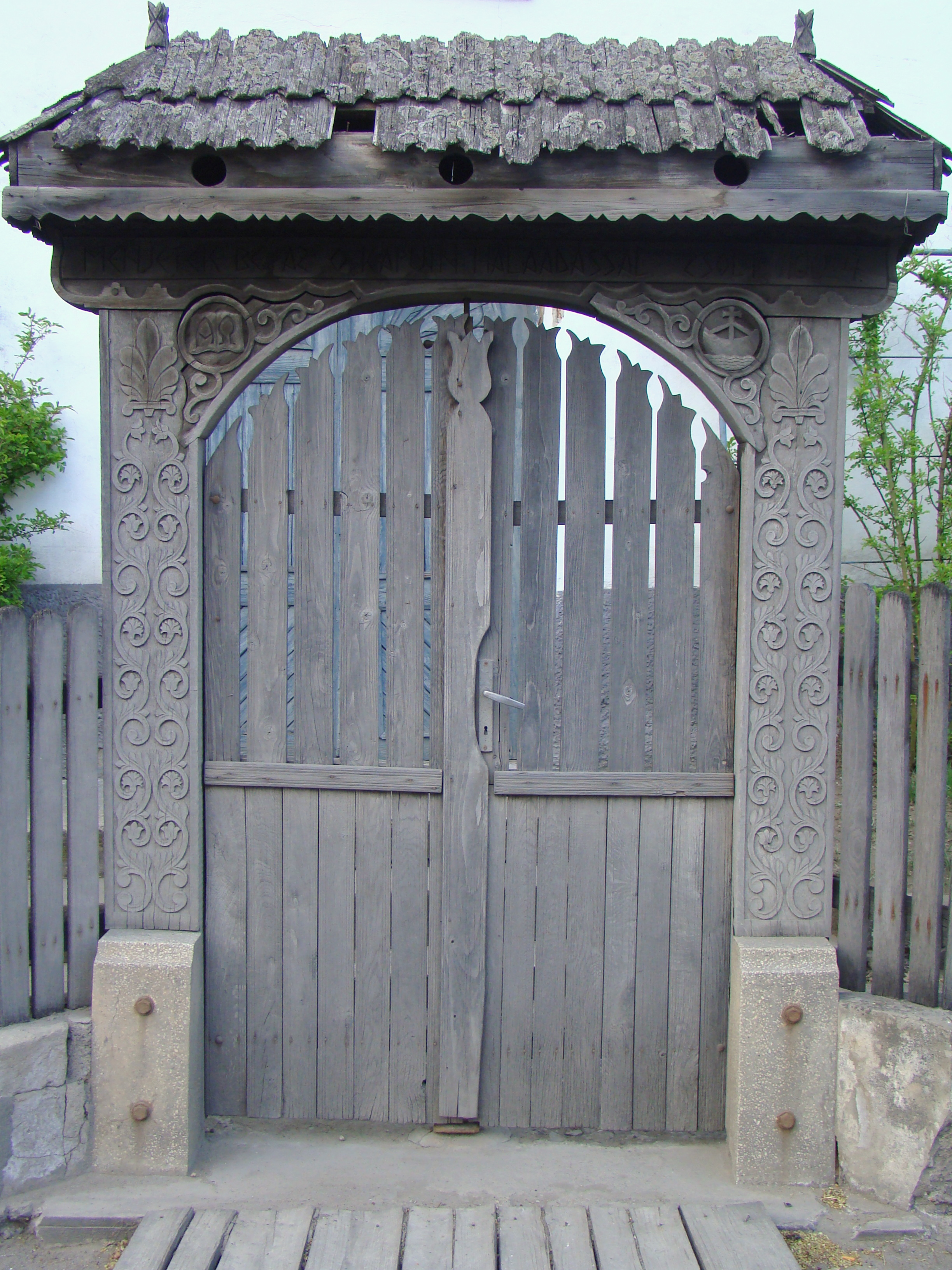
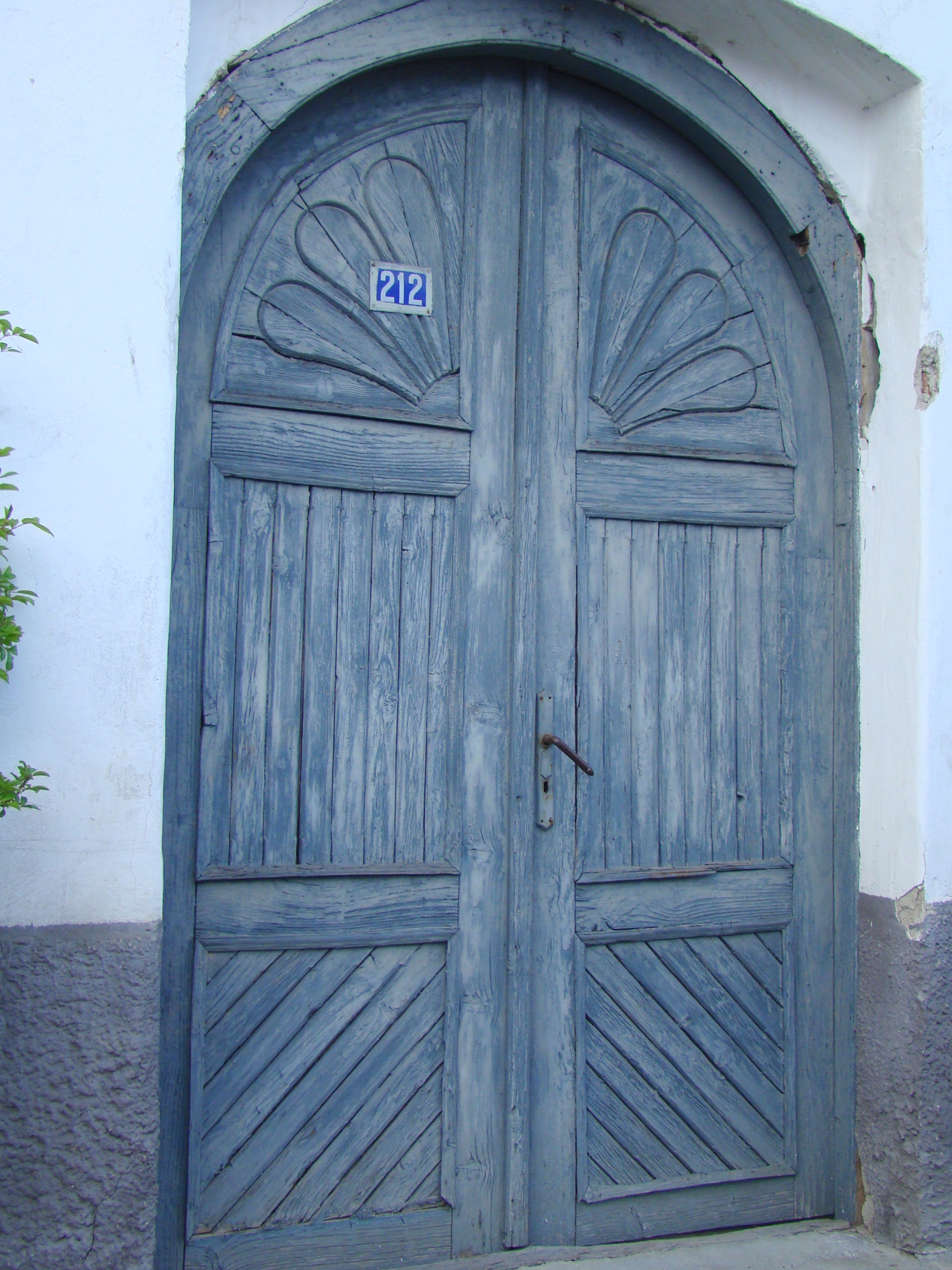
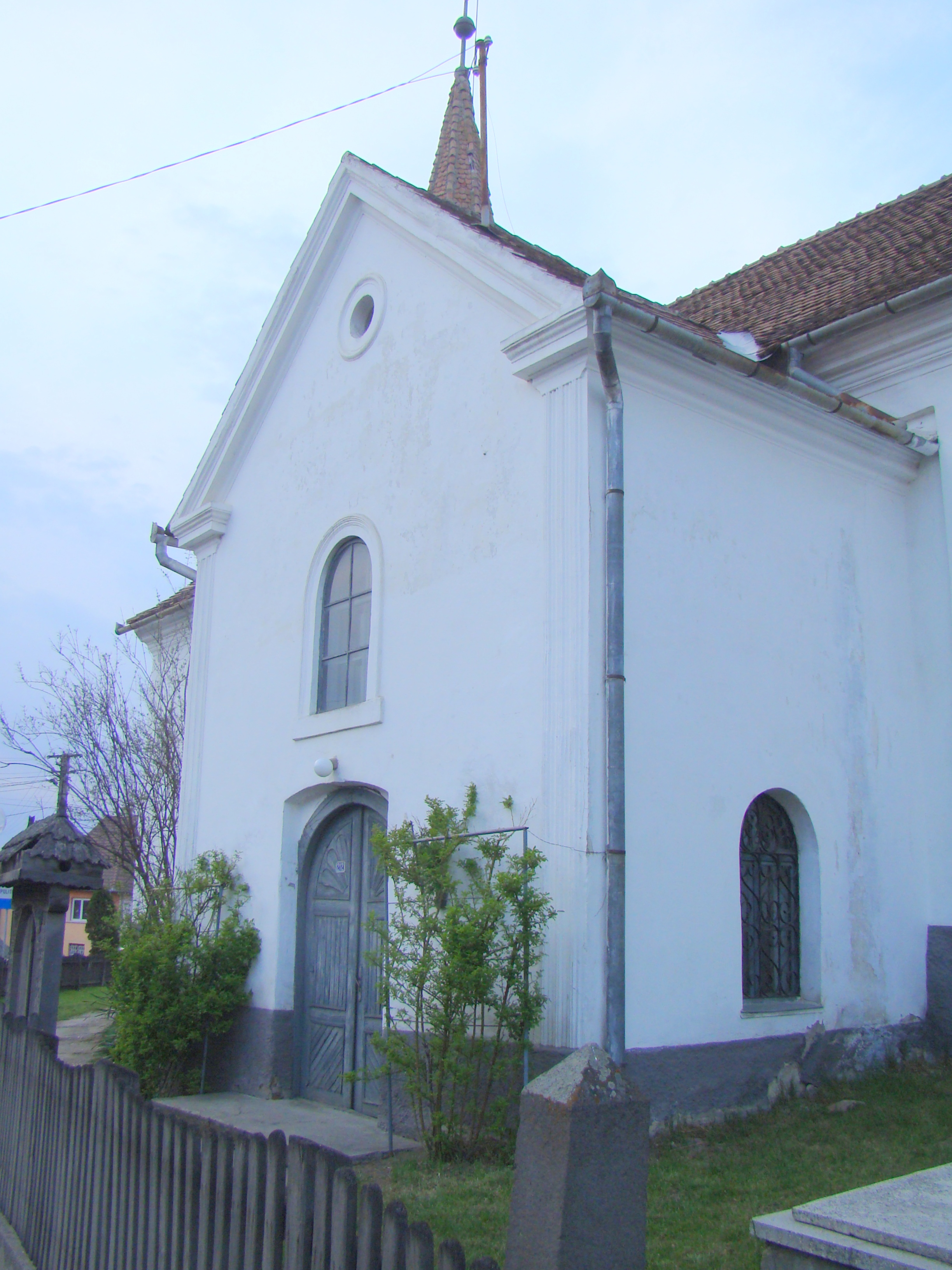
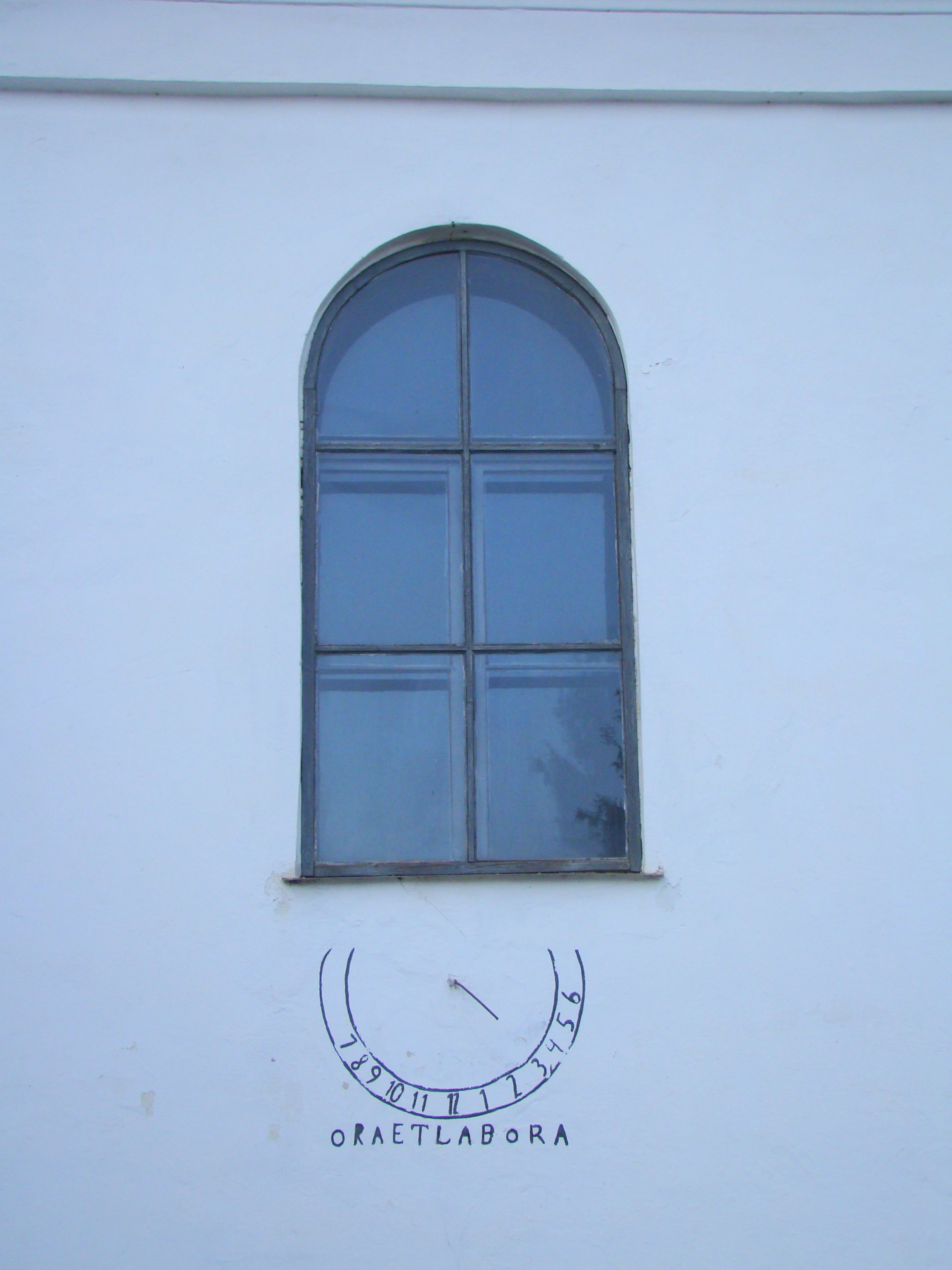

## Casa parohială reformată (monument istoric)

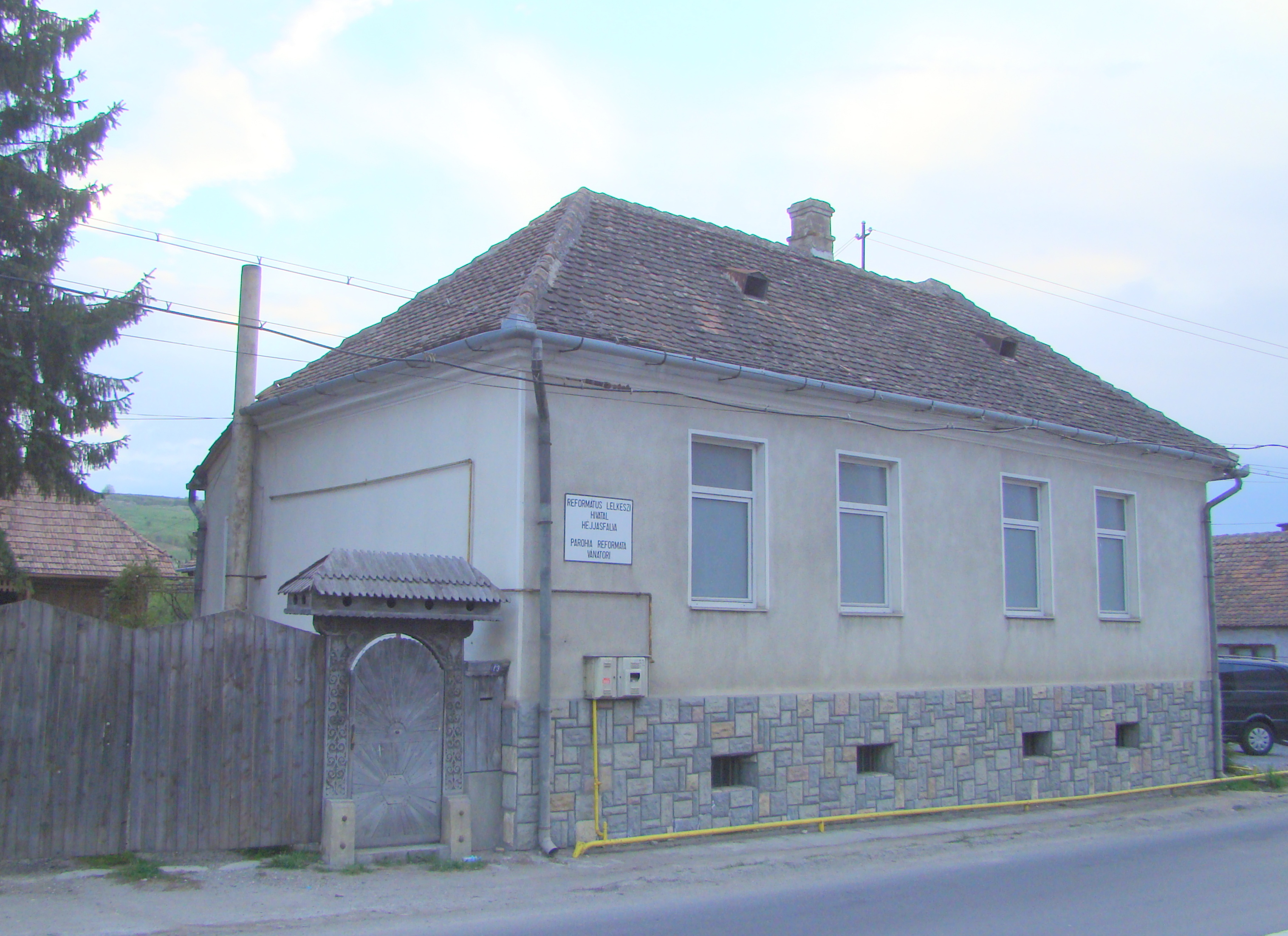
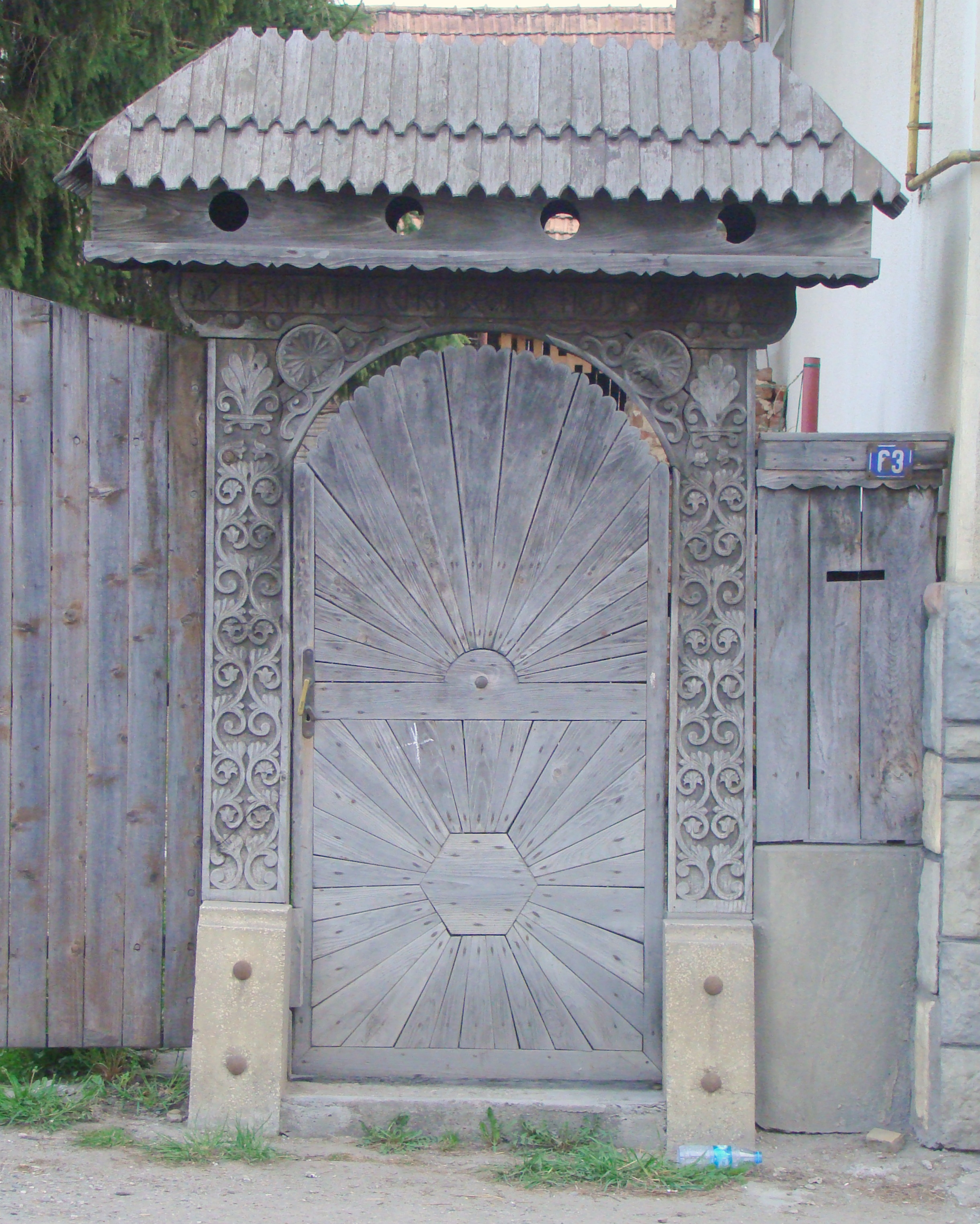
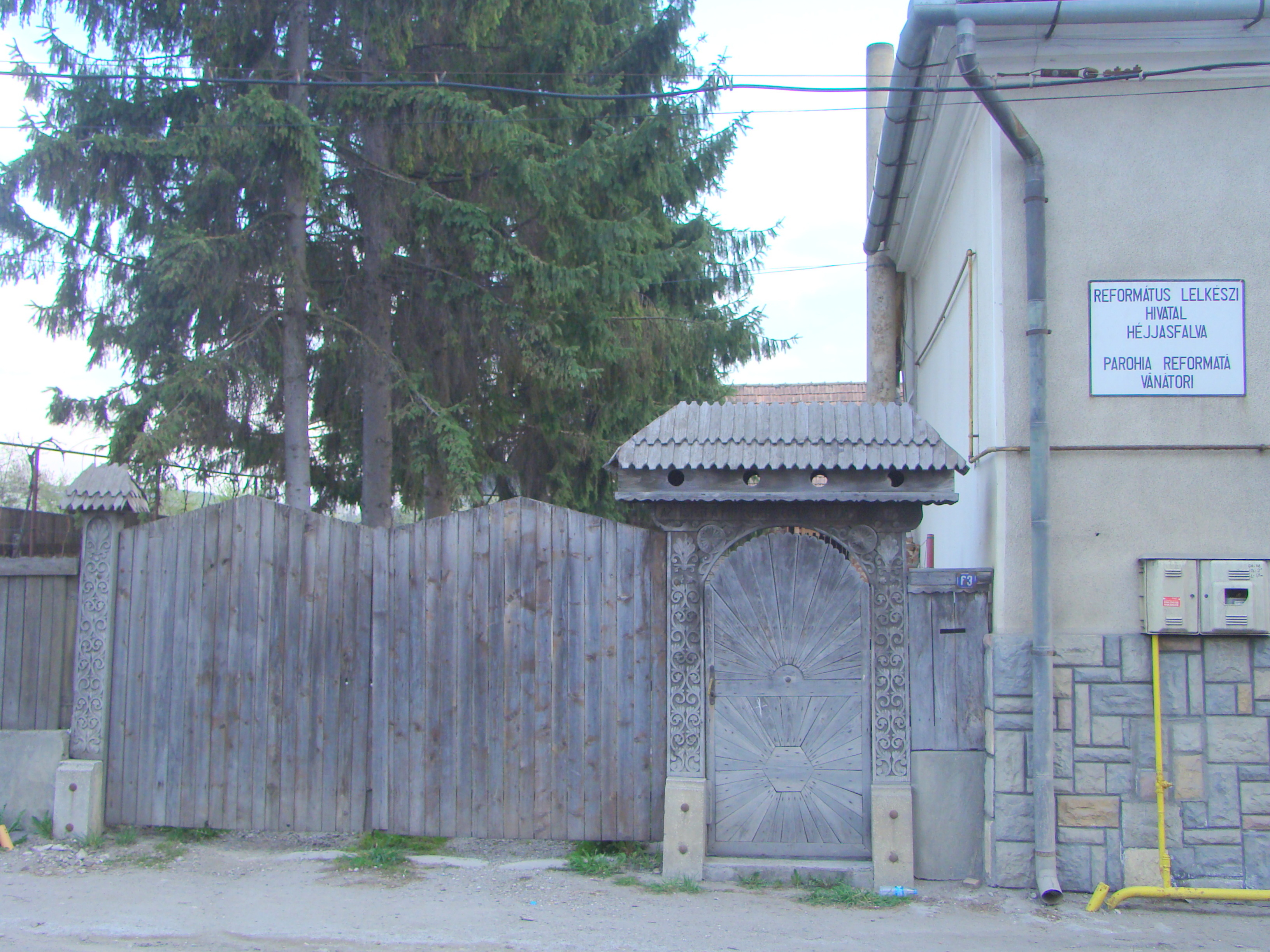
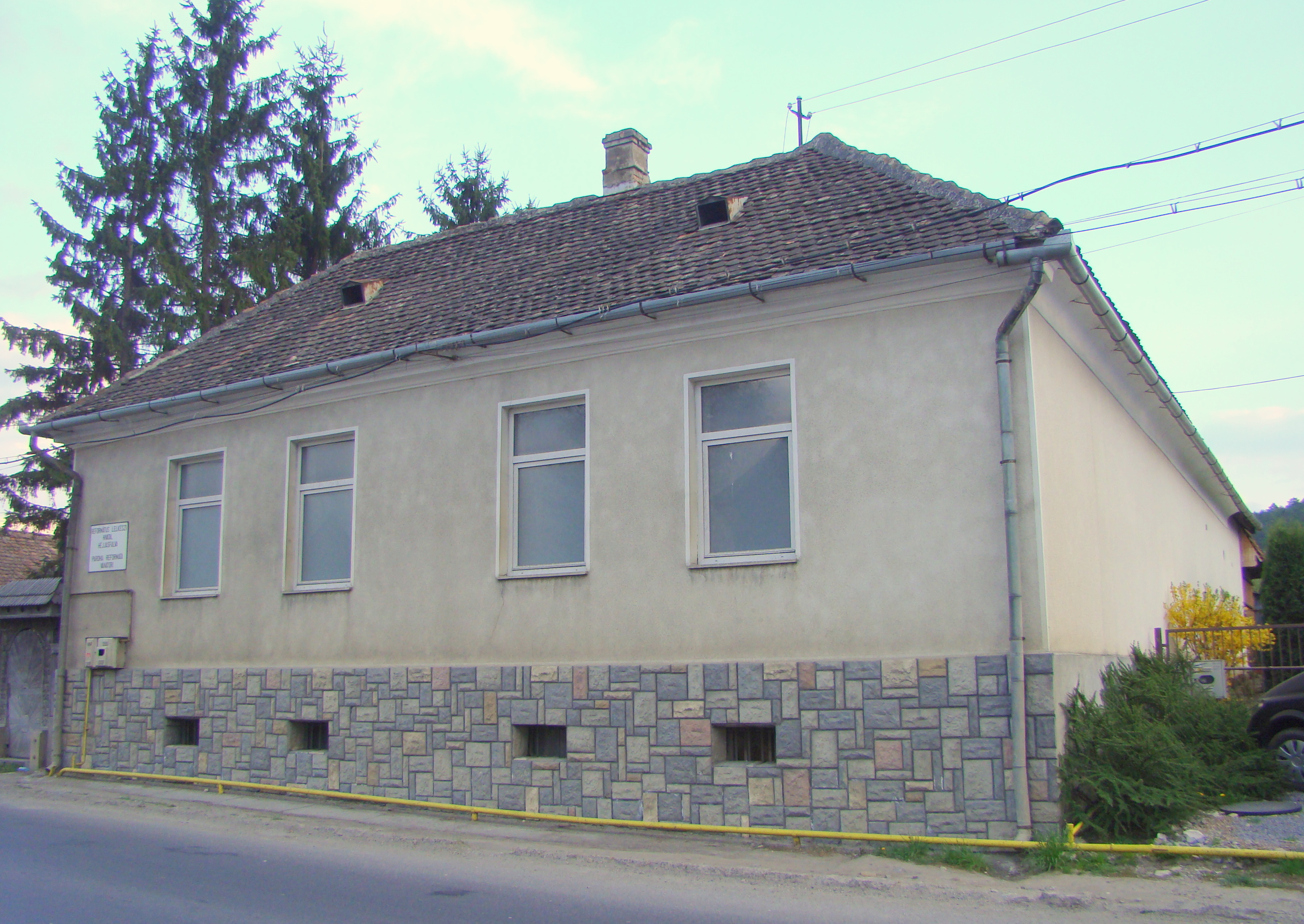

## Vezi și
- Vânători, Mureș